# Louis Rippstein

Louis Rippstein (1971)

Louis Rippstein (* 26. Dezember 1915 in Kienberg, Schweiz; † 28. Juli 1999 ebenda) war ein Schweizer Bauer und Politiker der Christlichdemokratischen Volkspartei (CVP).

## Leben
Der Sohn eines Bauern besuchte in Kienberg die Primarschule und war einer der ersten Schüler der 1929 neu gegründeten Sekundarschule von Kienberg. Er übernahm später den väterlichen Bauernhof. Daneben wurde er 1941 Gemeindeschreiber von Kienberg, dieses Amt übte er 32 Jahre lang aus. Er war auch Gründungsmitglied der Raiffeisenbank Kienberg (heute Teil der Raiffeisenbank Erlinsbach) und stand dieser 42 Jahre lang als Präsident vor. Daneben war er auch noch Präsident des Solothurnischen Bauernverbandes und der kantonalen CVP. Er war auch als Dirigent des Kirchenchors von Kienberg und als Organist tätig. Im Jahr 1991 wurde er zum Ehrenbürger von Kienberg ernannt.
1942 heiratete er Anna Gubler aus Kienberg. Aus dieser Ehe gingen vier Söhne und eine Tochter hervor. Er verstarb am 28. Juli 1999 im Alter von 84 Jahren.

## Politische Laufbahn
Als er sich 1949 für die CVP (damals hiess die Partei noch „Katholisch-Konservative Partei“) zur Wahl in den Kantonsrat des Kantons Solothurn stellte, begann er eine langjährige politische Laufbahn. Er wurde mit der höchsten Stimmenzahl im Bezirk Gösgen ins Kantonsparlament gewählt und gehörte diesem ununterbrochen bis 1977 an. Im Jahr 1965 bekleidete er sogar das Amt des Kantonsratpräsidenten. 1967 wurde er in den Nationalrat gewählt und gehörte diesem bis 1979 an.

## Autorentätigkeit
Er ist der Autor des 1991 publizierten Buches „Kienberg: Die Geschichte einer Juragemeinde“, welches er im Auftrag der Bürgergemeinde von Kienberg anfertigte.

## Werke
- Kienberg: Die Geschichte einer Juragemeinde. Nord-West-Druck, Trimbach 1991